# Matías Lara
Matías Patricio Lara (Buenos Aires, 7 marzo 1986) è un giocatore di calcio a 5 argentino.

## Carriera

### Club
Originario del quartiere di Villa Urquiza, abbandona il calcio a quindici anni venendo immediatamente aggregato alla prima squadra del Parque. La stagione seguente viene tesserato dal Montesilvano che lo inserisce nel proprio settore giovanile, meritandosi il debutto in Serie A ad appena 17 anni. Per trovare maggiore continuità nella stagione 2004-05 viene ceduto in prestito al Vico Equense in Serie A2 dove tuttavia è schierato principalmente nella formazione juniores. Ritornato a Montesilvano come parte integrante della prima squadra, nel novembre del 2005 viene ceduto alla Polisportiva Giampaoli in Serie A. Gioca quindi per un biennio al San Giorgio in Serie A2 prima di trasferirsi al Kaos nella medesima serie, raggiungendo la finale della Coppa Italia di categoria persa contro il Torrino nel 2009. Con gli emiliani gioca per tre stagioni, due delle quali in Serie A. Nel campionato 2011-12 è ceduto in prestito alla neopromossa Real Rieti ma nella finestra invernale di trasferimenti scende nuovamente di categoria accasandosi al Potenza in serie A2. Ingaggiato dal Latina, nella stagione 2012-13 mette a segno 17 reti in serie A2 trascinando, insieme al connazionale Lucas Maina, i pontini a una sorprendente qualificazione play-off. Gioca quindi con l'Isola vincendo il girone D di Serie B prima di fare ritorno al Latina, promosso nel frattempo nella massima serie. Nel giugno del 2015 il Pescara annuncia l'acquisto del giocatore. Con i delfini Lara conquista immediatamente la Supercoppa italiana a cui si aggiunge in marzo la Coppa Italia. Il 12 luglio 2016 la Luparense annuncia il tesseramento del laterale argentino.

### Nazionale
Inserito nella lista preliminare della Nazionale di calcio a 5 dell'Argentina per la Copa América 2011, il laterale non è stato confermato in quella definitiva.

## Palmarès
- Campionato italiano: 1

Luparense: 2016-17
- Coppa Italia: 1

Pescara: 2015-16
- Supercoppa italiana: 2

Pescara: 2015
Luparense: 2017
- Campionato di Serie B: 1

Isola: 2013-14 (girone D)